# Paul-Georges Koch
Paul-Georges Koch (Colmar, 1908 - Munster, Alt Rin, 1982) fou un religiós i poeta alsacià en llengua alemanya. Passà part de la joventut a Mülhausen fins al 1937. Treballà en un banc fins que es posà malalt i estudià teologia a Montpeller. Durant la Segona Guerra Mundial fou fet presoner i el 1940 s'establí a Erlangen (Baviera). Esdevingué pastor protestant i el 1944 s'establí a La Petite-Pierre, on col·laborà amb les Forces Franceses de l'Interior.
El 1957 es traslladà a Metzéral, a la vall de Munster (Alt Rin), d'on era la seva esposa Lileine Matter, i també es dedicà a la poesia, fent sonets amb influència de Rainer Maria Rilke, Karl Jaspers, Martin Heidegger i Friedrich Wilhelm Nietzsche. Considerava Alsàcia com una tribu germànica casada amb França. La seva obra és una de les últimes fetes totalment en alemany a Alsàcia.

## Obres
- Liebesflug, 1947
- Lebenstanz, 1949
- Atlas, 1949
- Lieder der Freundschaft, 1949
- Variationen über Themen von Rodin, 1949
- Von der Auferstehung der Dinge und andere Fragmente, 1949
- Weltenspiegel, 1974
- Herbstgold (Gedichte und Prosa), 1981
- Im Kreuzfeuer zweier Kulturen (En el foc creuat de dues cultures), autobiografia inèdita.